# Andrijala
Andrijala (lat. Andryala), manji biljni rod iz porodice glavočika. Pripada mu 20 vrsta rasprostranjenih na području Europe, Male Azije i sjeverne Afrike. 

## Vrste
1. Andryala agardhii Haens. ex DC.
2. Andryala arenaria (DC.) Boiss. & Reut.
3. Andryala atlanticola H.Lindb.
4. Andryala × brievaensis García Adá
5. Andryala × caballeroi Font Quer
6. Andryala chevallieri Barratti ex L.Chevall.
7. Andryala christii G.Kunkel
8. Andryala cossyrensis Guss.
9. Andryala crithmifolia Aiton
10. Andryala dentata Sm.
11. Andryala × estremadurensis Talavera & M.Talavera
12. Andryala × faurei Maire & Maire
13. Andryala glandulosa Lam.
14. Andryala integrifolia L.
15. Andryala laevitomentosa (Nyár. ex Sennikov) Greuter
16. Andryala maroccana (Caball.) Maire
17. Andryala nigricans Poir.
18. Andryala perezii M.Z.Ferreira, R.Jardim, Alv.Fern. & M.Seq.
19. Andryala pinnatifida Aiton
20. Andryala ragusina L.
21. Andryala rothia Pers.
22. Andryala spartioides Pomel ex Batt. & Trab.
23. Andryala tenuifolia (Tineo) DC.
24. Andryala × toletana Talavera & M.Talavera
25. Andryala webbii Sch.Bip. ex Webb & Berthel.

## Sinonimi
- Forneum Adans.
- Paua Caball.
- Pietrosia Nyár.
- Rothia Schreb.